# Duarte Marivoet
Duarte Marivoet, né le 2 février 2005 à Lierre, est un coureur cycliste belge. Il est membre de l'équipe UAE Emirates Gen-Z. 

## Biographie
Originaire de Lierre, Duarte Marivoet n'est pas issu d'une famille de cyclistes,. Il commence à pratiquer le vélo vers l'âge de onze ans sur l'impulsion de ses parents, qui lui enjoignent de se mettre au sport. Durant ses débuts, il porte les couleurs d'un club de Heist. 
En juin 2021, il se fait remarquer en remportant une course de côte à Herbeumont, avec une large avance. Il est repéré par Tim Meeusen, un ancien cycliste qui travaille dans l'encadrement de Bora-Hansgrohe. Après des tests physiques concluants, il rejoint en 2022 la Team Auto Eder, une structure liée à cette formation allemande,. Bon rouleur, il montre ses aptitudes dans la discipline du contre-la-montre en terminant premier du championnat de Belgique, quatrième du championnat d'Europe et huitième du championnat du monde chez les juniors. Il se classe également sixième du Tour du Pays de Vaud, tout en ayant gagné le prologue. 
Lors de la saison 2023, il conserve son titre de champion de Belgique dans l'exercice chronométré, malgré une préparation perturbée par une gêne physique au genou. Il finit par ailleurs sixième du Tour du Valromey, ou encore septième de la Classique des Alpes juniors et du championnat du monde du contre-la-montre juniors. Son profil attire l'attention du découvreur de talents Joxean Fernández Matxín, qui l'invite à intégrer la nouvelle réserve d'UAE Emirates en 2024. Duarte Marivoet accepte la proposition. Désireux de s'orienter vers les courses par étapes, il souhaite cependant corriger ses lacunes dans les descentes.
En janvier 2025, il termine sixième et meilleur jeune du Tour of Sharjah, pour sa reprise. Le mois suivant, il s'impose sur une étape du Tour du Rwanda, dans le calendrier de l'UCI Africa Tour.

## Palmarès

### Par années
- 2022
  -  Champion de Belgique du contre-la-montre juniors
  - 4e étape du Cottbuser Bundesliga Etappenfahrt
  - Prologue du Tour du Pays de Vaud
  - 4e du championnat d'Europe du contre-la-montre juniors
  - 8e du championnat du monde du contre-la-montre juniors
- 2023
  -  Champion de Belgique du contre-la-montre juniors
  - 1re étape du Tour du Valromey (contre-la-montre par équipes)
  - 7e du championnat du monde du contre-la-montre juniors
- 2025
  - 6e étape du Tour du Rwanda
  - 2e du Trofeo Piva

### Classements mondiaux
| Année                                 | 2024  |
| ------------------------------------- | ----- |
| Classement mondial                    | 2546e |
|                                       |       |
| Légende : nc = non classéSource : UCI |       |